# Pogoni
Pogoni (Grieks: Πωγώνι) is sedert 2011 een fusiegemeente (dimos) in de Griekse bestuurlijke regio (periferia) Epirus.
De zes deelgemeenten (dimotiki enotita) zijn:
- Ano Kalamas (Άνω Καλαμάς)
- Ano Pogoni (Άνω Πωγώνι)
- Delvinaki (Δελβινάκι)
- Kalpaki (Καλπάκι)
- Lavdani (Λάβδανη)
- Pogoniani (Πωγωνιανή)